# كيلي ريان
كيلي ريان (بالإنجليزية: Kelly Ryan)‏ هي لاعبة كمال أجسام أمريكية، ولدت في 10 يوليو 1972 في منيابولس في الولايات المتحدة.